# John Maitland (1. książę Lauderdale)

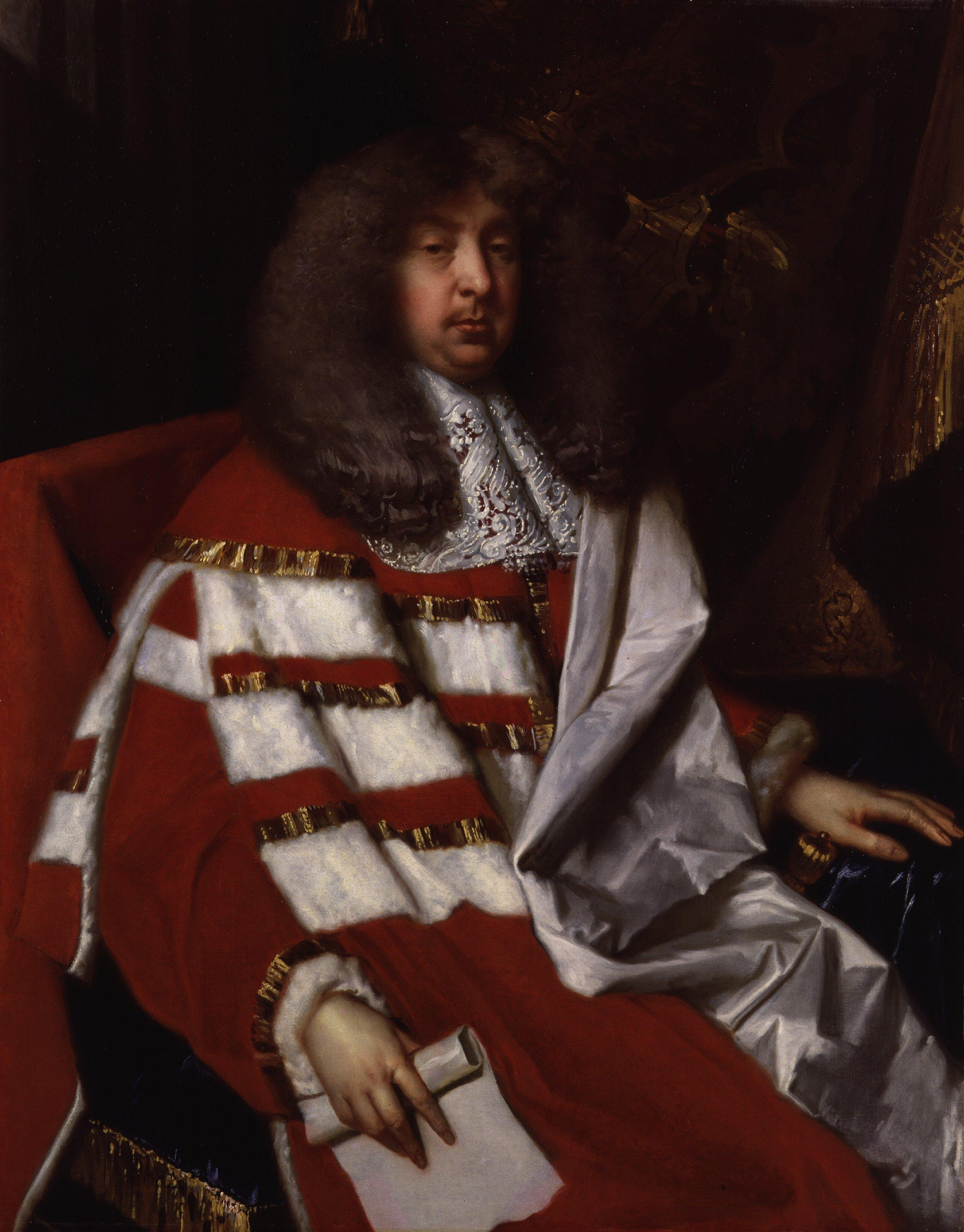
John Maitland książę Lauderdale, obraz Jacoba Huysmansa z 1665 roku

John Maitland książę Lauderdale (ur. 24 maja 1616, zm. 24 sierpnia 1682) – szkocki polityk, jeden z najbliższych doradców króla Anglii Karola II.

## Życiorys
Urodził się w 1616 roku w szkockiej rodzinie arystokratycznej. Był jednym z sygnatariuszy Uroczystego Związku i Przymierza zawartego w celu obrony szkockiego prezbiterianizmu przed działaniami angielskiego króla Karola I. Gdy w 1642 roku wybuchła wojna domowa pomiędzy królem a parlamentem, Lauderdale, jak większość Szkotów poparł siły parlamentu. W 1646 roku pokonany Karol I poddał się Szkotom, którzy wydali go parlamentowi. Wkrótce jednak król doszedł do porozumienia ze Szkotami, obiecując wprowadzenie w Anglii prezbiterianizmu w zamian za pomoc w walce przeciwko siłom parlamentu. 
Dowodzone przez Johna Maitlanda wojska szkockie rozpoczęły działania zbrojne po stronie króla w 1648 roku, jednak zostały pokonane. W styczniu 1649 król Karol I został stracony. John Maitland postanowił w tej sytuacji udzielić poparcia jego synowi - Karolowi II i kontynuować walkę po jego stronie. W 1650 roku został jednak ostatecznie pokonany przez armię Olivera Cromwella i trafił do niewoli. Wolność odzyskał w 1660 roku, po objęciu tronu angielskiego przez Karola II. 
John Maitland w zamian za wierność Koronie został mianowany przez króla pierwszym ministrem Szkocji i wszedł w skład tak zwanej Kabały - prywatnego gabinetu króla. Karol II zawarł wkrótce w Dover sojusz z Francją, obiecując wprowadzić w Anglii katolicyzm w zamian za francuską pomoc finansową. W Szkocji John Maitland przystąpił na polecenie króla do bezwzględnej rozprawy z prezbiterianami. Spowodowało to w 1679 roku wybuch buntu przeciwko jego surowym rządom. W tej sytuacji parlament, obawiając się, że polityka prowadzona przez Johna Maitlanda da królowi pretekst do rozbudowy armii, wystąpił przeciwko niemu i zmusił w 1680 roku do ustąpienia ze stanowiska. Maitland zmarł dwa lata później w Anglii.